# Имангулов, Динислам Исламович
 Динислам Исламетдинович (Исламович) Имангулов  (10 сентября 1924 года, с. Урман-Бишкадак, БАССР, РСФСР, СССР — 22 сентября 2014 года) — электрик Стерлитамакского содово-цементного комбината, Герой Социалистического Труда. Почетный гражданин города Стерлитамак. Участник Великой Отечественной войны. Депутат Верховного Совета Башкирской АССР девятого созыва (1975—1980). До ухода на пенсию в 1994 г. работал в Стерлитамакском производственном объединении «Сода». Жил в г. Стерлитамаке.

## Биография
Родился в селе Урман-Бишкадак БАССР. Образование — неполное среднее.
Трудовую деятельность начал в 1939 г. кузнецом колхоза «Тратау» Ишимбайского района. В 1942—1945 гг. участвовал в Великой Отечественной войне, демобилизовался из рядов Советской Армии в 1947 г.
В 1947—1951 гг. заведующий молочно-товарной фермой и счетовод колхоза «Тратау». С 1951 г. трудился на Стерлитамакском содово-цементном комбинате электрослесарем цеха контрольно-измерительных приборов и автоматики. В 1952 г. овладел второй специальностью — газоэлектросварщика.
Умелая работа Д. И. Имангулова по монтажу и обслуживанию контрольно-измерительных приборов и автоматики способствовала повышению производственных показателей комбината. Бригада, в которой работал Д. И. Имангулов, в короткий срок заменила устаревшее оборудование более совершенным и современным, что позволило увеличить производство кальцинированной соды в 1973 г. против 1970 г. на 277 тысяч тонн. Экономический эффект от замены оборудования составил 150 тысяч рублей. За первые три года девятой пятилетки (1971—1975) было сэкономлено 533 тонны аммиачной воды, 4 500 000 киловатт-часов электроэнергии, 55 000 гектокалорий пара. Технологическое усовершенствование в области контроля и регулирования технологических процессов дало экономический эффект в сумме 786 тысяч рублей в год.
Д. И. Имангулов подал 16 рационализаторских предложений. Свой богатый производственный опыт щедро передавал молодежи. Только за три года девятой пятилетки помог освоить свою специальность 12 молодым рабочим.

## Награды
За боевые и трудовые заслуги удостоен:
- Герой Социалистического Труда (1974)
- орден Ленина (1974),
- Орден Октябрьской Революции (1971),
- Орден Трудового Красного Знамени (1966),
- Орден Отечественной войны II степени (1985),
- Орден Красной Звезды (1946)
- Медаль "За боевые заслуги" (25.08.1944)
- медалями.

За выдающиеся успехи в выполнении и перевыполнении планов 1973 г. и принятых социалистических обязательств Указом Президиума Верховного Совета СССР от 15 января 1974 г. Д. И. Имангулову присвоено звание Героя Социалистического Труда.
Почётный гражданин города Стерлитамак (1969 год):

За долголетнюю безупречную трудовую деятельность, активное участие в общественно-политической жизни города и в связи с 50-летием БАССР.— http://libstr.ru/node/141

## Память
- В Стерлитамаке установлен бюст Героя.